# Leucoma membranacea
Leucoma membranacea is een vlinder uit de familie spinneruilen (Erebidae), onderfamilie donsvlinders (Lymantriinae). De wetenschappelijke naam van deze soort is voor het eerst geldig gepubliceerd in  door .
De soort komt voor in tropisch Afrika.